# Transportes Hernández y Sanjurjo
Transportes Hernández y Sanjurjo es un dúo musical compuesto por Rómulo Sanjurjo, acordeonista de Os diplomáticos de Monte Alto y Julián Hernández, líder de la banda de rock viguesa Siniestro Total, e impulsado en 1999 en el marco de las Jornadas De Lírica y Burla en las que participaron músicos como Javier Krahe, El Gran Wyoming con el Maestro Reverendo y Pablo Carbonell. 
Como ellos mismos reconocen, se trata de poner en marcha una serie de canciones con el inusual formato de voz, guitarra acústica, acordeón, mandolina y bases electrónicas.

## Discografía

### Privilegios de tener una ocupación inútil
Publicado en 2002 por Discos de Freno y producido por Ángel Muñoz-Alonso, alias Maestro Reverendo.
1. La marquesa no nos quiere
2. Cualquier trapito que te quitas te sienta tan bien
3. Tú y tu cero siete
4. Esto nunca fue mejor
5. De por sí
6. Bestilleiro
7. Nunca pidas una Big Mac en el Burger King
8. Aleluya, Europa

### Vista Alegre
Publicado en 2006 por Discos de Freno. Producido por Transportes Hernández y Sanjurjo.
1. A ti ya te gustaría hacer el indio, Margarita
2. Madre Fango
3. Sentadito y callao
4. Hagan juego
5. La soledad del francotirador
6. Consumo infantil
7. Llevadme a un bar
8. La fuerza del amor
9. Encenderé mi vela
10. Ámame, soy un liberal
11. Palmo de narices
12. La luz al final del túnel

- Datos: Q9089538